# Gumpert Apollo
De Gumpert Apollo is een lichte legale straatracewagen. Hij werd geproduceerd door Gumpert Sportwagenmanufaktur GmbH in Altenburg.

## Design
De Apollo is een tweezitter met middenmotor en achterwielaandrijving. Hij is gebouwd op een buisvormig Chromoly-frame, met fiberglas of optionele koolstofvezel carrosseriedelen.
Een Audi 4.2L V8-motor is samengevoegd met een versnellingsbak met zes versnellingen, met Formule 1 invloeden en levert 478 kW (650 pk) en 850 Nm.
De topsnelheid bedraagt 360 km/u, en de Apollo accelereert van 0 tot 100 km/u in 3 seconden en van 0 tot 200 km/u in 8.9 seconden. Er is ook een nieuwe 800 pk (600 kW) versie geproduceerd.

## Productie
Gumpert hoopte tussen 2005 en 2008 150 Apollo's te produceren.

## Afmetingen
- Lengte: 4460 mm
- Breedte: 1998 mm
- Hoogte: 1114 mm
- Wielbasis: 2700 mm

 Gewicht 
- Leeggewicht: onder 1200 kg
- Totaalgewicht: 1500 kg

## Motor
V8 4163 cc motor (beschikbaar met twee turbo's) met 90 graden hoek cilinder. Verder beschikt hij over drive-by-wire.

## Trivia
De Apollo is op dit moment de op 4 na snelste wagen van het Top Gear-testcircuit (na een aantal niet-gekwalificeerde voertuigen), met een tijd van: 1:17,1.

## Afbeeldingen

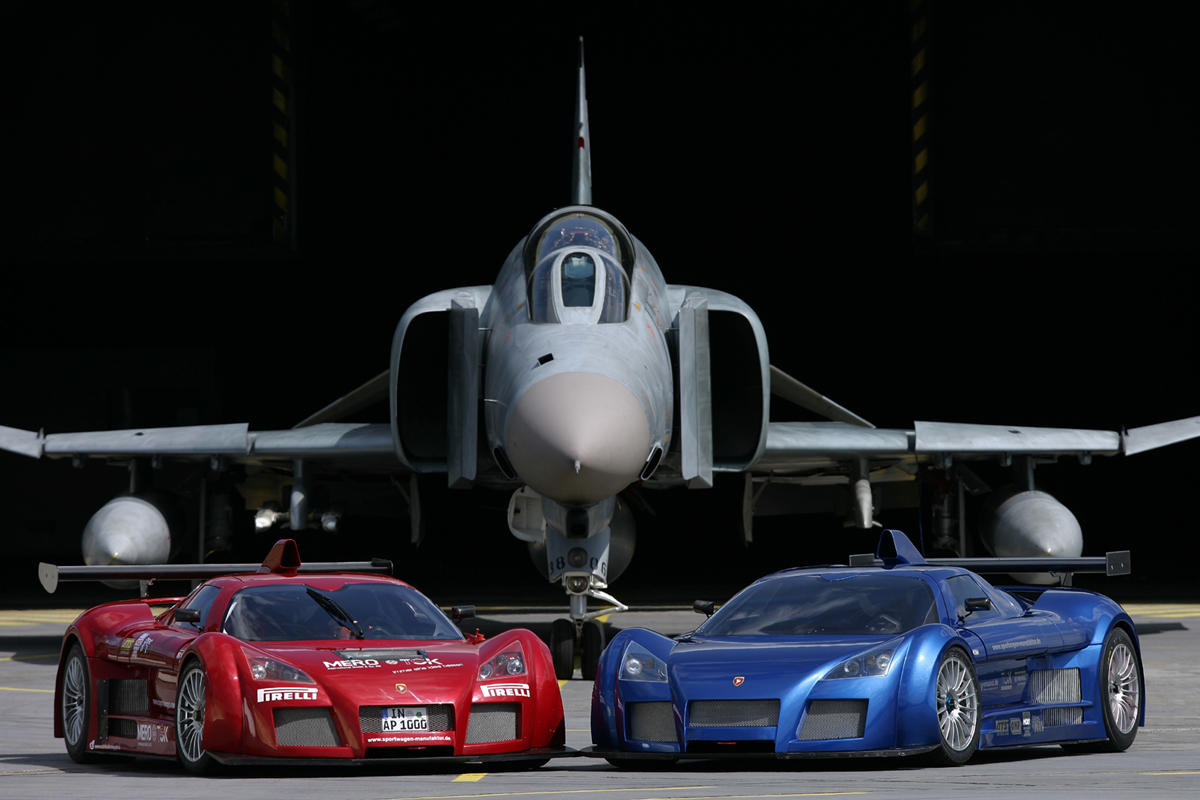
2 Apollos met een F-4 Phantom in de achtergrond
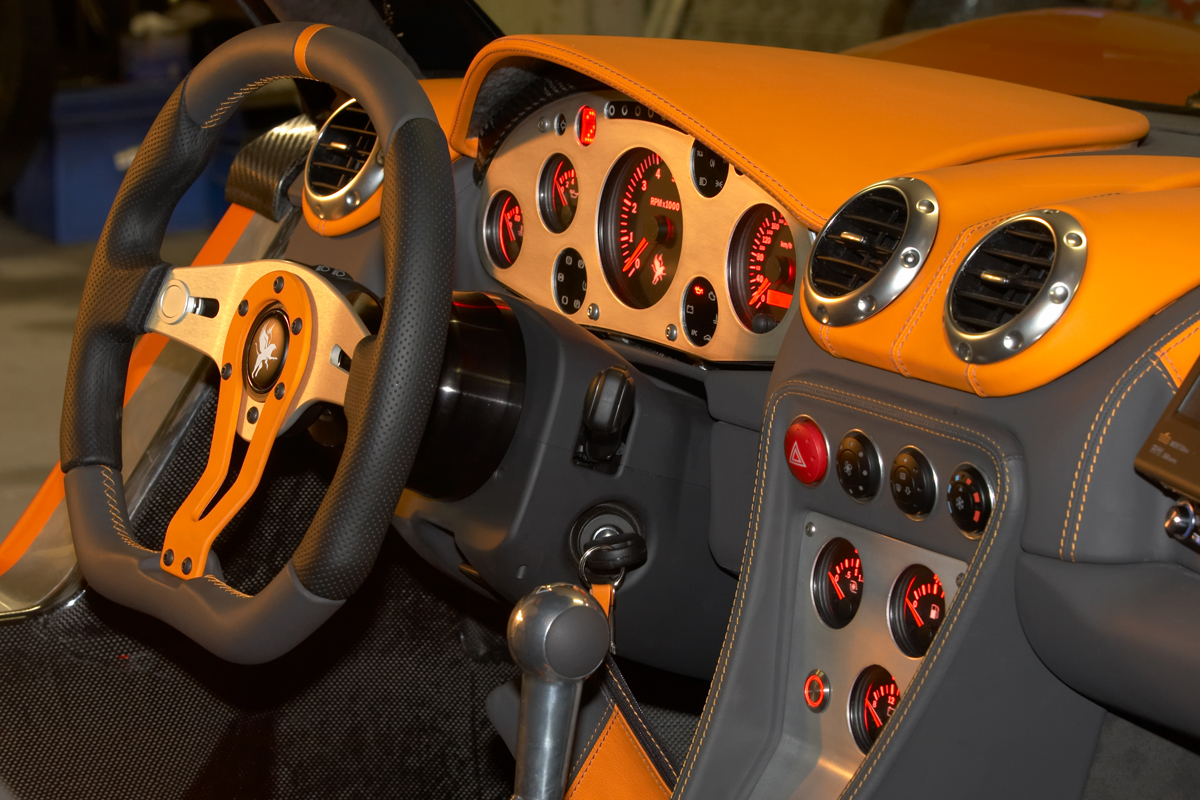
Interieur
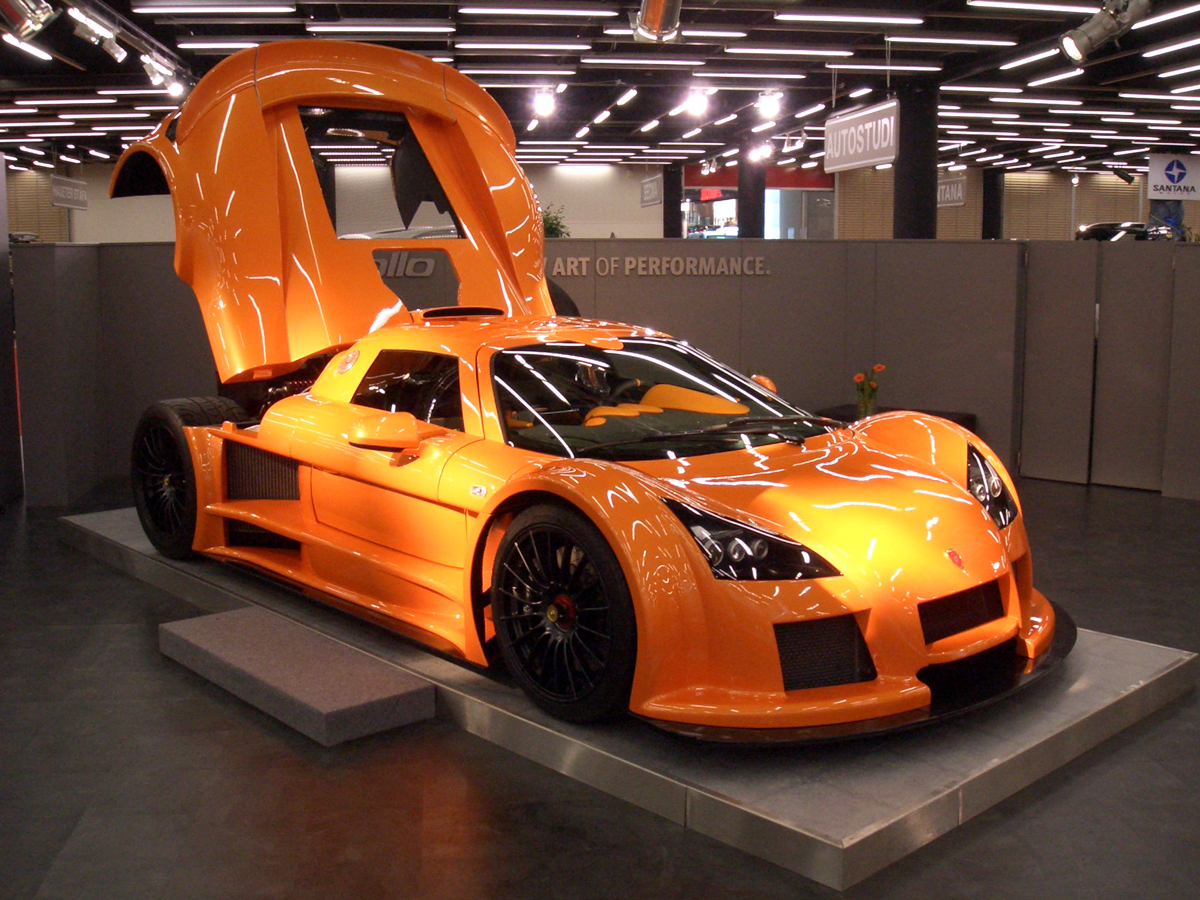
Apollo op de Salon International de l'Auto - Geneve